# Мейну, Кобби
Ко́бби Бо́атенг Ме́йну (англ. Kobbie Boateng Mainoo, произношение [ˈkɔbɪ ˈmeɪnu:]; родился 19 апреля 2005, Стокпорт, Большой Манчестер) — английский футболист, полузащитник клуба «Манчестер Юнайтед» и сборной Англии.

## Клубная карьера
Уроженец Стокпорта, Мейну выступал за молодёжную команду «Чидл энд Гатли», после чего в возрасте девяти лет присоединился к футбольной академии «Манчестер Юнайтед». В сезоне 2021/22 в составе «Юнайтед» выиграл Молодёжный кубок Англии. В мае 2022 года 17-летний Мейну подписал с клубом свой первый профессиональный контракт.
10 января 2023 года Кобби Мейну дебютировал в основном составе «Манчестер Юнайтед» в четвертьфинальном матче Кубка Английской футбольной лиги, выйдя в стартовом составе против «Чарльтон Атлетик». 19 февраля 2023 года дебютировал в Премьер-лиге, выйдя на замену Марселю Забитцеру на 80-й минуте матча против «Лестер Сити». 29 ноября 2023 года дебютировал в Лиге чемпионов, выйдя на замену Софьяну Амрабату на 58-й минуте матча против «Галатасарая». 28 января 2024 года забил свой первый гол за «Юнайтед» в матче Кубка Англии против «Ньюпорт Каунти». Четыре дня спустя, 1 февраля, в матче Премьер-лиги против «Вулверхэмптон Уондерерс» забил победный гол на 7-й добавленной минуте и принёс своей команде победу со счётом 4:3. Этот гол был признан «голом месяца» в Премьер-лиге по итогам февраля 2024 года. 25 мая 2024 года выиграл Кубок Англии, забив гол в финальной игре против «Манчестер Сити» и был признан лучшим игроком матча.

## Карьера в сборной
Выступал за сборные Англии до 17, до 18 и до 19 лет.
Мог выступать за сборные Ганы, так как его родители родом из этой страны.
15 марта 2024 года 18-летний Мейну получил свой первый вызов в сборную Англии до 21 года. Однако спустя четыре дня Мейну был вызван в главную сборную Англии для участия в товарищеских матчах против сборных Бразилии и Бельгии. 23 марта 2024 года дебютировал за главную сборную Англии в товарищеском матче против сборной Бразилии. 6 июня 2024 года был включён в окончательную заявку сборной Англии, составленную Гаретом Саутгейтом для участия на Евро-2024.

## Достижения
«Манчестер Юнайтед»
- Обладатель Кубка Англии: 2023/24[20]
- Обладатель Молодёжного Кубка Англии: 2021/22[21]

Сборная Англии
- Финалист чемпионата Европы: 2024

Личные достижения
- Награда Джимми Мерфи лучшему молодому игроку года: 2022/23[22]
- Гол месяца английской Премьер-лиги: февраль 2024[12]

## Статистика выступлений
Данные приведены по состоянию на 13 апреля 2025 года
| Клуб              | Сезон            | Лига | Лига | Кубок | Кубок | Кубок лиги | Кубок лиги | Еврокубки | Еврокубки | Прочие | Прочие | Итого | Итого |
| Клуб              | Сезон            | Игры | Голы | Игры  | Голы  | Игры       | Голы       | Игры      | Голы      | Игры   | Голы   | Игры  | Голы  |
| ----------------- | ---------------- | ---- | ---- | ----- | ----- | ---------- | ---------- | --------- | --------- | ------ | ------ | ----- | ----- |
| Манчестер Юнайтед | 2022/23          | 1    | 0    | 1     | 0     | 1          | 0          | 0         | 0         | —      | —      | 3     | 0     |
| Манчестер Юнайтед | 2023/24          | 24   | 3    | 6     | 2     | 0          | 0          | 2         | 0         | —      | —      | 32    | 5     |
| Манчестер Юнайтед | 2024/25          | 19   | 0    | 2     | 0     | 1          | 0          | 4         | 1         | 1      | 0      | 27    | 1     |
| Всего за карьеру  | Всего за карьеру | 44   | 3    | 9     | 2     | 2          | 0          | 6         | 1         | 1      | 0      | 62    | 6     |